# Henry Paulson
Henry Merritt "Hank" Paulson Jr. (Palm Beach, 28 de março de 1946) é membro da Assembléia de Governadores do Fundo Monetário Internacional (FMI) e foi o 74º secretário do tesouro norte-americano de 2006 até 2009. Anteriormente ele foi presidente (CEO) do Goldman Sachs, um dos maiores e mais bem-sucedidos bancos de investimento.

## Biografia
Paulson foi nomeado sucessor de John Snow - como secretário do tesouro - pelo presidente George W. Bush em 30 de maio de 2006. Em 28 de junho do mesmo ano a sua nomeação foi aprovada pelo Senado e a cerimônia de posse teve lugar em 10 de julho no Departamento do Tesouro. Ele foi contra a política de salvamento bancário desde que ele saiu do cargo.